# Nikodem Bończa-Tomaszewski
Nikodem Bończa Tomaszewski (ur. 21 października 1974 w Warszawie) – polski menedżer, ekspert IT, publicysta, historyk, twórca Narodowego Archiwum Cyfrowego oraz idei „państwa usługowego”.

## Życiorys
Absolwent historii (2000) na Uniwersytecie Warszawskim. W 2005 r. obronił doktorat na tym samym wydziale. Równolegle podjął studia indywidualne w dziedzinie filozofii nauki w Collegium Invisibile (1997-2000).
Od lipca 2007 do marca 2008 r. był dyrektorem Archiwum Dokumentacji Mechanicznej. Przygotował i zrealizował koncepcję budowy Narodowego Archiwum Cyfrowego. W marcu 2008 r. został mianowany pierwszym dyrektorem tej instytucji. Funkcję sprawował do 2012 roku. W NAC zbudował od podstaw zespół łączący kompetencje archiwistyczne, digitalizacyjne, analityczne, programistyczne i utrzymaniowe, który pozwalał na samodzielną realizację projektów z zakresu archiwistyki cyfrowej.
Stworzony i kierowany przez niego zespół NAC zrealizował m.in. następujące zadania:
- zbudowanie Zintegrowanego Systemu Informacji Archiwalnej (ZoSIA)
- uruchomienie dwóch serwisów udostępniających cyfrowe zbiory archiwalne: www.audiovis.nac.gov.pl (W 2012 roku ok. 200 tys. fotografii) i www.szukajwarchiwach.pl (W 2012 roku ok. 5 milionów dokumentów).
- uruchomienie i utrzymywanie Centralnego Repozytorium Cyfrowego – infrastruktury sprzętowej umożliwiającej kompleksową obsługę archiwistyki cyfrowej.

Od 19 kwietnia 2012 r. do 25 stycznia 2016 roku sprawował funkcję dyrektora Centralnego Ośrodka Informatyki. Przeprowadził kompleksową reformę COI i zbudował zespół pozwalający na samodzielną realizację strategicznych dla państwa projektów cyfrowych – analityków, architektów, projektantów User Experience, programistów, testerów, specjalistów utrzymania, sieci, service desk itp.
Stworzony i kierowany przez niego zespół COI zrealizował m.in. następujące projekty cyfrowe i usługowe:
- przejęcie od pierwotnego wykonawcy po poważnym kryzysie projektowym części technicznej projektu pl.ID, przeprowadzenie optymalizacji, wdrożenie zmian i zakończenie prac.
- udział w opracowaniu nowej strategii realizacji projektów informatycznych w MSW w oparciu o rozwój własnych kompetencji informatycznych państwa;
- budowa i uruchomienie 1 marca 2015 Systemu Rejestrów Państwowych integrującego m.in. ewidencję PESEL, dowodów osobistych i nowy rejestr aktów stanu cywilnego. Uruchomienie systemu pozwoliło w połowie marca 2015 roku wyłączyć obsługujący PESEL system Jantar, który w latach 70. stworzyły służby gen. Czesława Kiszczaka[2][3];
- zrealizowanie operacji relokacji infrastruktury informatycznej kluczowych dla funkcjonowania kraju rejestrów (m.in. PESEL) do bezpiecznej lokalizacji. Operacja była konieczna, ze względu na występujące wówczas krytyczne zagrożenie dla ich działania;
- budowa i uruchomienie serwerowej Zintegrowanej Infrastruktury Rejestrów. ZIR zapewnia rejestrom aktywne centra przetwarzania danych i jednorodne, środowisko sprzętowe;
- opracowanie katalogu kilkudziesięciu e-usług dla obywateli i przedsiębiorców w oparciu o dane z rejestrów MSW. E-usługi z katalogu są wdrażane iteracyjnie, wśród nich są: www.HistoriaPojazdu .gov.pl, www.BezpiecznyAutobus.gov.pl, sprawdzenie czy dowód osobisty jest gotowy do odbioru[4], wgląd do własnych danych w PESEL[5]), wgląd do własnych danych w Rejestrze Dowodów Osobistych[6].
- idea i wykonanie międzyresortowego portalu usługowego www.obywatel.gov.pl który w jednym miejscu gromadzi podane w przejrzysty, przyjazny sposób informacje na temat najważniejszych dla obywateli spraw urzędowych[7].
- przygotowanie i realizacja projektu CEPiK 2.0. – gruntownej przebudowy systemu informatycznego Centralnej Ewidencji Pojazdów i Kierowców. Zakończenie budowy przez COI części centralnej CEPIK 2.0 nastąpiło w grudniu 2015 roku. Zakończenie całego projektu planowane jest na koniec 2016 roku.

W czasie pracy w COI Bończa Tomaszewski sformułował ideę „państwa usługowego”. W jego ujęciu nowoczesne państwo powstałe w XIX i XX wieku jest „państwem regulacyjnym”, czyli takim, które definiuje się jako podmiot nadrzędny wobec rzeczywistości społecznej, którego celem jest nadzór, kontrola i regulacja życia obywateli. Takiemu pojmowaniu państwa Bończa Tomaszewski przeciwstawia ideę państwa usługowego, które najkrócej opisuje formułą: „państwo solidarne ze swoimi obywatelami to sprawny usługodawca, a nie zbiór procedur i instytucji”. Państwo usługowe musi porzucić charakterystyczne dla modelu regulacyjnego dogmaty takie jak przekonanie o racjonalności, nieomylności, wychowawczym charakterze państwa oraz opartą na przemocy ideę stosunku władzy. Powinno je zastąpić stałe dążenie do rozpoznania potrzeb obywateli, zastąpienie procedur usługami, budowie relacji państwa z innymi podmiotami w oparciu o zasadę solidarność, a nie nadrzędności państwa.
Odwołany z funkcji w dniu 26 stycznia 2016 roku. W maju tegoż roku został prezesem zarządu Exatel SA.
W latach 2006–2010 współpracował z Tomaszem Mertą, ówczesnym wiceministrem kultury i dziedzictwa narodowego. W latach 2006–2011 pełnił funkcję doradcy Naczelnego Dyrektora Archiwów Państwowych dr. Sławomira Radonia. Od momentu powstania Narodowego Archiwum Cyfrowego był także pełnomocnikiem ds. informatyzacji i digitalizacji w archiwach państwowych. Od 5 marca 2012 r. do 25 lutego 2013 r. był doradcą w gabinecie politycznym Ministra Spraw Wewnętrznych Jacka Cichockiego.
W 2001 roku otrzymał stypendium START Fundacji na rzecz Fundacji na rzecz Nauki Polskiej (przedłużone na rok 2002). Został także wybrany najlepszym absolwentem Uniwersytetu Warszawskiego w 2000 r. Członek Rady Programowej Telewizji Polskiej S.A. (2006-2010), Narodowego Instytutu Audiowizualnego (od 2009 r.), Rady Informatyzacji Ministerstwa Spraw Wewnętrznych i Administracji (2007-2009), Rady Archiwalnej (2006-2009), Zespołu ds. digitalizacji zasobów narodowego dziedzictwa kulturowego i naukowego przy Ministrze Kultury i Dziedzictwa Narodowego (od 2006 r.) oraz Rady Naukowej Biblioteki Narodowej.
W latach 1994–2007 był członkiem redakcji kwartalnika „Fronda”. Od 2007 r. jest członkiem redakcji kwartalnika „44 / Czterdzieści i Cztery”, a także półrocznika „Stan Rzeczy”, wydawanego przez Instytut Socjologii UW.
W jego dorobku znajdują się takie pozycje, jak m.in. monografie Demokratyczna geneza nacjonalizmu. Intelektualne korzenie ruchu narodowo-demokratycznego (Biblioteka „Frondy”, Warszawa 2001) oraz Źródła narodowości. Powstanie i rozwój polskiej świadomości w II połowie XIX i na początku XX wieku (Wydawnictwo Uniwersytetu Wrocławskiego, Wrocław 2006), a także publikacje naukowe i publicystyczne w czasopismach i pracach zbiorowych.
Zwycięzca konkursu Chief Information Officer Roku 2015, organizowanego przez „CIO Magazyn Dyrektorów IT”, Klub CIO oraz miesięcznik „Computerworld”.
Żonaty, ma trzy córki.

## Publikacje
- Trudna instalacja Polski 2.0.. ekonomia.rp.pl. [zarchiwizowane z tego adresu (2015-08-24)]., Rzeczpospolita 2.03.2015
- Pamięć absolutna czy cyfrowe oko Wielkiego Brata?. culturecongress.eu. [zarchiwizowane z tego adresu (2011-07-24)]., Europejski Kongres Kultury
- Oni wybrali papieża, Warszawa, Fronda, 2005.
- Źródła narodowości. Powstanie i rozwój polskiej świadomości w II połowie XIX i na początku XX wieku, Wrocław, Wydawnictwo Uniwersytetu Wrocławskiego 2006.